# L'Hôpital-du-Grosbois
L'Hôpital-du-Grosbois é uma comuna francesa na região administrativa de Borgonha-Franco-Condado, no departamento de Doubs. Estende-se por uma área de 7,84 km². Em 2010 a comuna tinha 612 habitantes (densidade: 78,1 hab./km²).